# Günther Prien
Günther Prien (ur. 16 stycznia 1908 w Osterfeld, zm. ok. 7 marca 1941 na Atlantyku) – niemiecki oficer Kriegsmarine przed i podczas II wojny światowej, korvettenkapitän. Jeden z najsłynniejszych dowódców niemieckich okrętów podwodnych biorących udział w bitwie o Atlantyk. Sławę w Niemczech przyniosło mu zatopienie pancernika HMS „Royal Oak” wewnątrz brytyjskiej bazy Scapa Flow. Dowodząc U-47 zatopił łącznie 31 jednostek o łącznej pojemności 191 919 ton, 8 zaś o pojemności 62 751 ton uszkodził. Zginął na patrolu w niewyjaśnionych do dziś okolicznościach ok. 7 marca 1941 roku. Jego śmierć wywołała szok społeczny w Niemczech. Prywatnie był nazistą z przekonania.

## Okres przedwojenny
Urodził się 16 stycznia 1908 roku w nadbałtyckim mieście portowym Lubeka, jako jedno z trojga dzieci lokalnego sędziego. Po rozwodzie rodziców, wraz z matką i pozostałym rodzeństwem przeprowadził się do Lipska. W efekcie pauperyzacji rodziny w wyniku tragicznej sytuacji gospodarczej Niemiec, w 1923 roku zdecydował się porzucić naukę i wstąpić do marynarki handlowej. Ukończył trzymiesięczny kurs w marynarski w Finkenwerder, po czym rozpoczął pracę w marynarce handlowej, zaczynając od najniższych stanowisk jako pokojowy. W ciągu następnych ośmiu lat pływania na wielu statkach, zdołał wyuczyć się telegrafii, nawigacji, prawa morza, obsługi urządzeń okrętowych oraz nabył umiejętności przywódcze. Awansując na kolejne stopnie marynarskie, w 1931 roku jako mat i uzyskał kwalifikację do szkoły kapitańskiej. Gdy jednak ukończył ją rok później, w wyniku Wielkiego Kryzysu nie był w stanie znaleźć pracy zgodnej ze swoimi kwalifikacjami. W efekcie ponownie podejmował najprostsze prace, tym razem na lądzie, aż do momentu, gdy rozrastająca się Reichsmarine rozpoczęła nabór wśród marynarzy marynarki handlowej. Prien skorzystał z tej możliwości i w styczniu 1933 roku dwudziestopięcioletni oficer wstąpił do niemieckiej marynarki wojennej.
Korzystając ze specjalnego programu przeznaczonego dla doświadczonych oficerów marynarki handlowej, zdołał w przyśpieszonym tempie awansować. W tym czasie ożenił się i urodziła mu się córka. Dobrowolnie zgłosił się do służby na okrętach podwodnych. Po ukończeniu w 1935 roku szkoły dla marynarzy floty podwodnej, odbył szkolenie torpedowe na U-3 (10/1935-4/1936), po czym po czym  między majem a wrześniem 1936 roku służył w FdU. Od października 1936 roku do października 1937 roku służył jako oficer wachtowy na eksperymentalnym okręcie typu I U-26, na którym odbył rejs pokazowy do Hiszpanii. Dzięki znakomitej reputacji jaką uzyskał w tym okresie, został uznany za jednego z 6 najlepszych oficerów niemieckiej floty podwodnej, i 17 grudnia 1938 roku otrzymał samodzielne dowództwo okrętu nowego typu VIIB U-47. Podczas przeprowadzonej w maju następnego roku gry wojennej na Atlantyku, został uznany za najbardziej agresywnego dowódcę, który strzela z najbliższej odległości i odnotował najwyższą liczbę trafień.

## Druga wojna światowa
Zasłynął brawurową akcją zatopienia brytyjskiego pancernika HMS „Royal Oak” w bazie brytyjskiej marynarki wojennej w Scapa Flow 13/14 października 1939. Po tej operacji został pierwszym dowódcą niemieckich okrętów podwodnych odznaczonym Krzyżem Rycerskim Krzyża Żelaznego. Po akcji marynarze z U-47 wymalowali na kiosku okrętu szarżującego byka, stąd wziął się przydomek Priena – Der Stier von Scapa Flow (Byk ze Scapa Flow). Podobnie jak Karl Dönitz, Prien był nazistą z przekonania, z nazistowskimi poglądami. Obecny zaś na konferencji prasowej z udziałem Priena w Berlinie – po jego sukcesie w Scapa Flow – amerykański dziennikarz William Shirer, opisał go jako „czystego, zarozumiałego i fanatycznego nazistę”
Zginął w marcu 1941 na pokładzie U-47, który zaginął na północnym Atlantyku w niewyjaśnionych okolicznościach po 7 marca 1941. Wśród możliwych przyczyn wymienia się: wejście na miny, zatopienie przez własną uszkodzoną torpedę lub atak korwet HMS Camellia i HMS Arbutus. Przez wiele lat sądzono, że sprawcą zatopienia był niszczyciel HMS Wolverine, który 8 marca 1941 atakował bombami głębinowymi w obronie konwoju OB-293 nieprzyjacielski okręt podwodny; obecnie przeważa przekonanie, że był to jednak U-A (ten sam konwój atakowali Joachim Schepke i Otto Kretschmer; wtedy właśnie Schepke został zatopiony przez niszczyciel HMS Vanoc, a Kretschmer wzięty do niewoli przez niszczyciel HMS Walker). Gdy informacja o śmierci Priena została ujawniona, wywołała w Niemczech prawdziwy szok, porównywalny jedynie z tym, jakiego nieco później doświadczyły społeczeństwa brytyjskie i amerykańskie po utracie swoich najznakomitszych dowódców: odpowiednio Malcolma Wanklyna na „Upholderze” i Musha Mortona na USS „Wahoo”.
Prien był autorem książki biograficznej Moja droga do Scapa Flow.
Nazwiskiem Priena nazwano przejściowo Kcynię (Prien am Berge).

## Odznaczenia
- Krzyż Rycerski Krzyża Żelaznego (18 października 1939) jako (2. w Kriegsmarine i 1 w U-Bootwaffe)[2] z Liśćmi Dębu (20 października 1940) jako 5. w Wehrmachcie, 1. w Kriegsmarine i 1 w U-Bootwaffe[2].
- Krzyż Żelazny I klasy (17 października 1939)
- Krzyż Żelazny II klasy (25 września 1939)

## Kariera
- 1933, 1 marca - chorąży marynarki (Fähnrich zur See)
- 1935, 1 stycznia - starszy chorąży marynarki (Oberfähnrich zur See)
- 1935, 1 kwietnia - podporucznik marynarki (Leutnant zur See)
- 1937, 1 stycznia - porucznik marynarki (Oberleutnant zur See)
- 1939, 1 lutego - kapitan marynarki (Kapitänleutnant)
- 1941, 18 marca - komandor podporucznik (Korvettenkapitän) (z mocą od 1 marca 1941)